# Кобальтовый зимородок
Ко́бальтовый зиморо́док (лат. Alcedo semitorquata) — вид птиц семейства зимородковых. Подвидов не выделяют. Распространён в Африке.

## Описание
Кобальтовый зимородок достигает длины около 18 см и массы от 35 до 40 г. Макушка с чередующимися светло-голубыми и тёмно-синими полосами, затылок ярко-синий, уздечка черноватая. С каждой стороны шеи расположено кремово-белое пятно. Мантия, спина и надхвостье яркого сине-кобальтового цвета. Хвост тёмно-синий, крылья и лопатки ярко-синие с зеленым оттенком. Подбородок желтоватый, горло белое. Остальная нижняя часть тела и испод крыльев желтовато-охристые. Большое тёмно-синее пятно окаймляет обе стороны груди, образуя прерывистый воротник. Клюв чёрный, радужная оболочка тёмно-коричневая, ноги красноватые. Взрослая самка похожа на самца, за исключением небольшого красного пятна у основания подклювья. Молодь более тусклая и бледная, чем взрослые особи. Перья на груди с тёмной бахромой, что придает этой части тела чешуйчатый вид. С возрастом черноватые ноги постепенно становятся красными.

## Распространение и места обитания
Кобальтовый зимородок распространен в восточной и южной Африке. Ареал разделен на три большие изолированные части: первая включает значительную часть полуострова Сомали, вторая — это территория между Танзанией, северным Мозамбиком и Анголой, третья — Восточная Африка и прибрежные районы Южной Африки. Некоторые авторы выделяют три подвида, однако, Международный союз орнитологов считает вид монотипическим.
Кобальтовый зимородок встречается от уровня моря до высоты 2000 м над уровнем моря на юге Африки, но до 2200 м в Эфиопии. Обитает вдоль ручьёв и рек с густой кустарниковой или древесной растительностью вдоль берегов. Чаще всего встречается вдоль быстротекущих ручьев с чистой водой и хорошо заросшими лесом берегами, часто вблизи порогов. Реже его можно наблюдать у крупных водоёмов. Питается почти исключительно рыбой.

### Размножение
Кобальтовый зимородок гнездится на берегах ручьёв. Роет нору длиной от 60 до 90 см и диаметром 6—7 см. Нора горизонтальная, слегка наклонная, завершается гнездовой камерой, размеры которой достигают высоты 9—13 см и диаметра около 17 см. Сезон размножения варьируется в зависимости от региона. Откладка яиц наблюдается в Танзании с января по май (с пиком в октябре), в Зимбабве — с июля по март (с пиком с сентябре — октябре), в Замбии —  в феврале—марте, июне и с августа по октябрь, в Южной Африке — с сентября по март. В кладке обычно 3—4 белых яйца (редко от 1 до 7).